# Jüdische Gemeinde Sontheim
Eine jüdische Gemeinde in Sontheim, heute ein Stadtteil von Heilbronn im nördlichen Baden-Württemberg, bestand seit der zweiten Hälfte des 17. Jahrhunderts. Die höchste Mitgliederzahl der jüdischen Gemeinde betrug 1818 etwa 129 Personen.

## Geschichte
Die Quellen zur Rintfleisch-Verfolgung nennen auch einen Ort Sontheim, wobei es sich auch um Sontheim an der Brenz handeln könnte. Seit dem Hochmittelalter war der Deutsche Orden im Besitz des Ortes, den er durch die Kommende Heilbronn verwaltete. Der Deutsche Orden siedelte ab der zweiten Hälfte des 17. Jahrhunderts Juden an, denn er versprach sich eine wirtschaftliche Belebung und konnte auch jährlich das Schutzgeld einnehmen. In einer Beschreibung von 1692 werden für die fünf jüdischen Haushaltungen als Tätigkeit ausschließlich der Handel mit Pferden, Vieh, Wein, Wolle, Silber, Tüchern und anderem genannt. Eine Synagoge bestand bereits 1672 im Haus eines der Gemeindemitglieder. Da Juden seit 1490 verboten wurde, sich in der Reichsstadt Heilbronn niederzulassen, versuchten sie möglichst in der Nähe von Heilbronn zu wohnen, um dort ihre Geschäfte machen zu können. Das beste Beispiel dafür ist der Sontheimer Jude Mayer Löw, der 1804 vom Deutschen Orden zum Hoffaktor ernannt wurde. Nach dem  Gleichstellungsgesetz in Württemberg von 1828 und den Gesetzen über Freizügigkeit und Gewerbefreiheit um 1864 fanden starke Abwanderungen in die Städte statt.
Die jüdische Gemeinde Sontheim wurde 1832 dem Rabbinat Lehrensteinsfeld zugeordnet, kam dann ab 1867 bis zur Auflösung 1939 zum Rabbinat Heilbronn. Bevor der jüdische Friedhof in Sontheim 1840/41 angelegt wurde, hatten sie ihr Begräbnis auf dem jüdischen Friedhof Affaltrach. Da 1832 die Jüdische Gemeinde Horkheim und bis 1849 auch die Jüdische Gemeinde Talheim Filialgemeinden von Sontheim wurden, war der neue jüdische Friedhof ein Gemeinschaftsfriedhof dieser drei Orte.

## Nationalsozialistische Verfolgung
Aufgrund der nationalsozialistischen Judenverfolgungen kamen von den 1933 in Sontheim lebenden jüdischen Personen mindestens neun ums Leben, und viele weitere vom Landesasyl Wilhelmsruhe fanden einen gewaltsamen Tod.
Das Gedenkbuch des Bundesarchivs verzeichnet 11 in Sontheim geborene jüdische Bürger, die dem Völkermord des nationalsozialistischen Regimes zum Opfer fielen.
Verschiedene Bauwerke erinnern an die jüdische Gemeinde. Die Sontheimer Synagoge befand sich seit 1773 am Deinenbach, wurde 1827 erneuert und 1984 abgerissen. Seit 1989 erinnert ein Gedenkstein an die Synagoge. Die ehemalige jüdische Schule ist ein Haus an der Hauptstraße 25 mit Mansardenwalmdach und Zwerchgiebel sowie großem Torbogen. Das ehemalige israelitische Frauenbad ist an der Hauptstraße 39. Zu den ehemaligen jüdischen Einrichtungen in Sontheim zählen die heutige Alice-Salomon-Schule (Erzieherschule), die 1907 als jüdisches Altersheim Wilhelmsruhe eingeweiht wurde. Wohnhäuser von Sontheimer Juden waren unter anderem das mit Laden im Erdgeschoss und Eckerker versehene Haus Mändle von 1896 beim Rathaus sowie die 1903/04 im Jugendstil erbaute Villa Wolf des Schuhfabrikanten Hermann Wolf.

## Gemeindeentwicklung
| Jahr | Gemeindemitglieder                                        |
| ---- | --------------------------------------------------------- |
| 1692 | 25 Personen                                               |
| 1705 | 34 Personen                                               |
| 1750 | 15 Familien                                               |
| 1792 | 11 Familien                                               |
| 1818 | 129 Personen                                              |
| 1828 | 88 Personen                                               |
| 1855 | 80 Personen                                               |
| 1870 | 46 Personen                                               |
| 1900 | 46 Personen                                               |
| 1910 | 72 Personen (einschließlich des Landesasyls Wilhelmsruhe) |
| 1933 | 65 Personen (dito)                                        |